# Juan Conway McNabb
Juan Conway McNabb OSA (in seinem Heimatland: John Conway McNabb, * 11. Dezember 1925 in Beloit, Wisconsin, Vereinigte Staaten; † 26. Februar 2016 in Chicago, Illinois, Vereinigte Staaten) war ein US-amerikanischer Ordensgeistlicher und Bischof von Chulucanas in Peru.

## Leben
John Conway McNabb war der Sohn von Clarence und Noreen McNabb. Er besuchte die St. Thomas High School in Rockford, wo er die Ordensgemeinschaft der Augustiner kennenlernte. 1944 trat er den Augustinern als Novize bei. 1948 legte er die Ewigen Gelübde ab. Er studierte Philosophie, Pädagogik, Bibliothekswissenschaft und Theologie an der Villanova University, an der DePaul University in Chicago und am Augustinian College in Washington, D.C. Er erwarb die Abschlüsse eines Master of Science im Fach Bibliothekswissenschaft und eines Master of Education. Am 24. Mai 1952 empfing John Conway McNabb die Priesterweihe.
Nach seiner Priesterweihe unterrichtete John Conway McNabb an einer Ordensschule, übernahm mehrfach Leitungsaufgaben in der Provinz Chicago seines Ordens und war Direktor der Mendel Catholic High School in Chicago.
Papst Paul VI. ernannte ihn am 4. März 1964 zum Prälaten von Chulucanas und am 8. April 1967 zum Titularbischof von Saia Maior. Fortan verwendete er die spanische Namensform seines Vornamens: Juan.
Der Erzbischof von Chicago John Patrick Cody weihte ihn am 17. Juni desselben Jahres zum Bischof; Mitkonsekratoren waren Petrus Canisius Jean van Lierde OESA, Generalvikar des Vatikans, und Erasmo Hinojosa Hurtado, Erzbischof von Piura. McNabb war Teilnehmer der dritten und vierten Sitzungsperiode des Zweiten Vatikanischen Konzils. Am 26. Mai 1978 verzichtete er im Zuge der neuen Vergaberichtlinien der römischen Kurie auf seinen Titularbischofssitz.
Am 12. Dezember 1988 wurde er durch Papst Johannes Paul II. zum Bischof von Chulucanas ernannt. Am 28. Oktober 2000 nahm Johannes Paul II. sein altersbedingtes Rücktrittsgesuch an.